# 레오네스 데 폰세
레오네스 데 폰세(Leones de Ponce)는 푸에르토리코 폰세에 위치한 프로 야구팀이다. 푸에르토리코 베이스볼 리그 소속이며, 에스타디오 프란치스코 몬타너 야구장을 홈구장으로 사용하고 있다. 리그 우승 11회 기록과 캐리비안 시리즈 1회 우승 기록을 가지고 있다.